# David Chocarro
David Chocarro est un acteur et mannequin argentin né le 5 avril 1980 à Buenos Aires en Argentine.

## Biographie
David Chocarro, né le 5 avril 1980 à Buenos Aires (Argentine), est un ex-joueur de baseball maintenant mannequin et acteur. Sa mère est professeur de sport et son père est professeur de théâtre, réalisateur, compositeur et musicien, ce qui a incité David à devenir acteur.
David Chocarro est marié à Carolina Laursen et a deux enfants prénommé Allegra et Brigitta Chocarro.

## Carrière
Depuis 2010, il travaille aux États-Unis pour Telemundo. Son premier rôle là-bas est dans le drame Alguien te mira dans lequel il interprète Benjamin Morandé en compagnie de Danna García, Christian Meier et Karla Monroig.
En 2011, toujours avec Telemundo, il intègre le casting de La casa de al lado (La maison d'à côté). Il y interprète le rôle de Ismael Mora / Adolfo Acosta et de Ivan Mora / Leonardo Acosta. Il y joue aux côtés de Gabriel Porras, Miguel Varoni, Maritza Rodríguez, Ximena Duque, Catherine Siachoque et Daniel Lugo (en).
En 2016, il joue dans le film dominicain Loki 7 aux côtés de Julián Gil et en 2018 le rôle de Santito dans la série télévisée Le Détenu.

## Filmographie

### Télévision
- 2004 : Floricienta
- 2006 : Alma Pirata : Lucas
- 2006 : Sos mi vida : Docteur
- 2008 : Casi Ángeles : Matt
- 2008 : Los exitosos Pells : homme politique
- 2010 : Los exitosos Pérez : Ignacio de la Torre, dit Nacho (Rôle secondaire)
- 2010 : Malparida  : Roberto Doval fils (Rôle secondaire)
- 2010 : Alguien te mira : Benjamin Morandé (Rôle principal)
- 2010 : Aurora : Christian Santana (Rôle secondaire)
- 2011 : La casa de al lado : Ismael Mora "Adolfo Acosta" / Iván Mora "Leonardo Acosta" (Rôle principal)
- 2012-2013 : El rostro de la venganza : Martín Méndez / Diego Mercader (Rôle principal)
- 2014 : En otra piel : Diego Ochoa (Protagoniste)
- 2014 : Villa paraíso : Sebastián Mejía (Protagoniste)
- 2016-2017 : La Doña : Saúl Aguirre (Protagoniste)
- 2017 : La fan : Ricardo Ernesto / Richard Ernestón
- 2018 : Señora Acero : Alberto Fuentes
- 2018 : Le Détenu : Santito
- 2020-2021 : 100 días para enamorarnos  : Emiliano León

### Cinéma
- 2016 : Loki 7 : Sebastian Buenanio (Rôle principal)[1]

## Nominations et récompense
| Année | Awards                         | Catégorie                                  | Nominations              | Résultat   |
| ----- | ------------------------------ | ------------------------------------------ | ------------------------ | ---------- |
| 2011  | Premios People en Español (es) | Meilleur acteur principal                  | La casa de al lado       | Nomination |
| 2012  | Premios People en Español (es) | Meilleur acteur                            | El rostro de la venganza | Nomination |
| 2013  | Miami Life Awards              | Meilleur acteur méchant                    | El rostro de la venganza | Nomination |
| 2013  | Premios Tu Mundo (en)          | Le couple parfait (avec Maritza Rodríguez) | El rostro de la venganza | Nomination |
| 2014  | Premios Tu Mundo (en)          | Meilleur acteur                            | En otra piel             | Nomination |

- 2017 : « Le couple Parfait » : avec Aracely Arámbula (gagné)